# Gieorgij Szengiełaja
Gieorgiij Nikołajewicz Szengiełaja (ros. Гео́ргий Никола́евич Шенгела́я, gruz. გიორგი შენგელაია; ur. 11 maja 1937, zm. 17 lutego 2020) – radziecki i gruziński reżyser filmowy, scenarzysta oraz aktor. W 1961 ukończył studia na wydziale reżyserii Wszechzwiązkowego Państwowego Instytutu Kinematografii w Moskwie (ZSRR, obecnie Rosja). Laureat Srebrnego Niedźwiedzia dla najlepszego reżysera na 36. Festiwalu Filmowym w Berlinie za komediodramat Podróże młodego kompozytora (1985).

## Rodzina
Jego ojciec Nikołaj Szengiełaja był reżyserem, a matka Nato Wacznadze aktorką. Jego brat Eldar Szengiełaja też jest reżyserem filmowym. 
Był dwukrotnie żonaty. Jego pierwszą żoną była aktorka Sofiko Cziaureli.

## Filmografia
| Rok  | Tytuł                                                          | Reżyser | Scenarzysta | Aktor    |
| ---- | -------------------------------------------------------------- | ------- | ----------- | -------- |
| 1956 | Na naszym podwórku (Наш двор)                                  |         |             | Dato     |
| 1958 | Wdowa po Otarze (Отарова вдова)                                |         |             | Gieorgij |
| 1960 | Opowieść o pewnej dziewczynie (Повесть об одной девушке)       |         |             | Geła     |
| 1962 | Aławerdoba (Алавердоба, film krótkometrażowy)                  | T       | T           |          |
| 1965 | Nagroda (Награда)                                              | T       | T           |          |
| 1965 | Inne czasy teraz (Иные нынче времена)                          |         |             | Gogia    |
| 1966 | On nie chciał zabijać (Он убивать не хотел)                    | T       | T           |          |
| 1969 | Pirosmani (Пиросмани)                                          | T       | T           |          |
| 1973 | Melodie przedmieścia (Мелодии Верийского квартала)             | T       | T           |          |
| 1976 | Przybądź do doliny winorośli (Приди в долину винограда)        | T       | T           | Vaja     |
| 1984 | Podróże młodego kompozytora (Путешествие молодого композитора) | T       | T           |          |
| 1996 | Śmierć Orfeusza (Смерть Орфея)                                 | T       | T           |          |
| 1999 | Gruzińskie winogrona (Грузинский виноград)                     | T       | T           |          |
| 2005 | I był pociąg (И шёл поезд)                                     | T       | T           |          |